# Gómez Farías (métro de Mexico)
 (juin 2023).
Si vous disposez d'ouvrages ou d'articles de référence ou si vous connaissez des sites web de qualité traitant du thème abordé ici, merci de compléter l'article en donnant les références utiles à sa vérifiabilité et en les liant à la section « Notes et références ».
Gomez Farías est une station de la Ligne 1 du métro de Mexico, située à l'est de Mexico, dans la délégation Venustiano Carranza.

## La station
La station ouverte en 1969, tire son nom de la colonie nommée d'après Valentin Gomez Farias, qui présida le congrès constitutif de 1857 et fut président du Mexique à plusieurs reprises au cours du XIXe siècle. L'icône de la station est la représentation de la Constitution de 1857.